# ریکاردو والتر دا کوستا
ریکاردو والتر دا کوستا (به پرتغالی: Ricardo Valter da Costa) هافبک اهل برزیل است که در شهر گویانیا و در تاریخ ۱ مهٔ ۱۹۸۱ به دنیا آمده‌است.
ریکاردو والتر دا کوستا در تیم‌های فوتبال Atlético Goianiense، Zrinjski Mostar سابقهٔ حضور دارد.